# Candace Cameron
Candace Helaine Cameron Bure, ameriška filmska in televizijska igralka ter producentka, *6. april 1976, Panorama City, Los Angeles, Kalifornija, ZDA.
Ko je bila stara 10 let, je zaslovela z nastopom v TV-seriji Full House (Polna Hiša), kjer je igrala D.J. (Donna Jo Margaret) Tanner. Kasneje se je poročila z ruskim hokejistom Valeriem Bureom (bratom Pavla Burea). Candace je mlajša sestra znanega igralca Kirka Camerona.

## Zgodnje življenje
Candace Cameron Bure se je kot Candace Helaine Cameron rodila 6. aprila 1976 v Panorama Cityju, Los Angeles, Kalifornija Združene države Amerike, kot hči Roberta Camerona in Barbare Bausmith. Ima dve sestri, Bridgette in Melisso ter brata, Kirka. Ker je želela slediti svojemu starejšemu bratu, Kirku Cameronu, se je že v otroštvu ukvarjala z igralstvom. S svojo igralsko kariero je začela, ko se je pojavila v raznih televizijskih reklamah. Kmalu za tem se je pojavila v televizijskih serijah, kot so St. Elsewhere, Growing Pains in Who's the Boss?.

## Kariera

### Zgodnja kariera
Candace Cameron je s svojo igralsko kariero začela še kot otrok v raznih televizijskih oglasih. Prva reklama, ki jo je posnela, na televiziji ni bila nikoli predvajana. Kaj kmalu se je začela pojavljati v televizijskih serijah, kot so St. Elsewhere, Alice, T. J. Hooker, Growing Pains in Who's the Boss?.

### 1987 - 1995:Polna hiša
Ko je odšla na avdicijo za vlogo D.J. Tanner, je producente tako navdušila, da so po posnetem televizijskem pilotu z njo sklenili pogodbo za igranje v seriji, ki pa ji omogoči tudi izpolnjevanje njenih drugih obveznosti. Serijo so kasneje predvajali in snemali še osem let.
Med snemanjem serije Polna hiša je Candace Cameron igrala v mnogih televizijskih filmih. Igrala je zlorabljeno najstnico v filmu No One Would Tell, ki sta mu sledila filma She Cried No in Night Scream, kjer pa je imela le stranske vloge. Candace Cameron je imela tudi manjšo vlogo v televizijskem pilotu televizijske serije Real Mature na ABC-ju in se kot "Candace" pojavila v eni izmed epizod televizijske serije Bill Nye The Science Guy. Pojavila se je tudi v filmu Punchline s Tomom Hanksom in Sally Field in v eni epizodi televizijske serije Punky Brewster v sredi osemdesetih. Leta 1987 je imela vlogo najmlajše sestre Erica Stoltza v najstniški komediji Some Kind of Wonderful, ki jo je produciral John Hughes.
Leta 1990 je vodila podelitev nagrad Nickelodeon Kids' Choice Awards skupaj z Daveom Coulierjem in Davidom Faustinom. Ko je podelitev čez štiri leta, leta 1994 ponovno gostila skupaj z Joeyjem Lawrenceom in Marcom Weinerjem, je postala prva oseba po Whitney Houston, Rosie O'Donnell in Jacku Blacku, ki je podelitev teh nagrad gostila dvakrat ali več.

### 1996 - danes:Make It or Break Itin zdajšnji projekti
Po koncu snemanja serije Polna hiša je Candace Cameron Bure igrala v televizijskih serijah, kot sta Cybill in Boy Meets World. Po rojstvu njenih otrok se je odločila, da si bo vzela odmor od filma in televizije ter se raje posvetila družinskemu življenju. V novem tisočletju se je kot intervjuvanec pojavila v televizijskih serijah I Love the '80s in I Love the '80s Strikes Back ter bila ena izmed gostiteljev serije 50 Cutest Child Stars: All Grown Up na kanalu E! poleg Keshie Knight Pulliam, ki je še kot otrok zaslovela s serijo Cosby. Leta 2006 se je pojavila v Disneyjevi televizijski seriji That's So Raven. V naslednjem letu je skupaj z Randyjem Travisom igrala v filmu The Wager ter se leta 2008 skupaj z Tomom Arnoldom pojavila v televizijskem filmu Moonlight and Mistletoe za Hallmark.
Candace Cameron se je ponovno začela prebijati na televizijska platna z igranjem v televizijski seriji Make It or Break It, najstniški drami iz programa ABC Family, kjer igra Summer Van Horn. Serijo snema od leta 2009 do danes.

## Zasebno življenje
22. julija 1996 se je Candace Cameron poročila z ruskim hokejistom iz NHL-ja, Valerijem Bureom (Valerij Vladimirovich Bure). Po poroki se je Candace Cameron preimenovala iz Candace Helaine Cameron v Candace Helaine Cameron Bure. Spoznala sta se preko bivšega kolega Candace Cameron iz televizijske serije Polna hiša, Davea Coulierja. Skupaj z Valerijem Bureom ima tri otroke: Natasho Valerievno Bure (roj. 15. avgust 1998), Leva Valerievicha Burea (roj. 20. februar 2000) in Maksima Valerievicha Burea (roj. 20. januar 2002). Večino svojega časa preživita v Fort Lauderdaleu v Plantationu, Florida, kjer Valerij Bure igra za moštvo Florida Panthers. Njen mož ima svojo lastno vinsko etiketo, imenovano Bure Family Wines.
Leta 2006 je Candace Cameron Bure kot odraz svoje prepričanosti v evangeličansko vero potrdila več spletnih krščanskih akademij, ki omogočajo šolanje na domu. Mesečno piše kolumno za spletno stran "Christian Women Online" in pripravlja razne govore po cerkvah v vsej državi.
Trenutno živi v Los Angelesu, Kalifornija, saj želi biti blizu snemalnemu studiju, kjer snema televizijsko serijo z naslovom Make It or Break It.

## Filmografija
| Filmi        | Filmi                               | Filmi                           | Filmi                          |
| Leto         | Naslov                              | Vloga                           | Opombe                         |
| ------------ | ----------------------------------- | ------------------------------- | ------------------------------ |
| 1987         | Some Kind of Wonderful              | Cindy Nelson                    |                                |
| 1988         | Punchline                           | Carrie                          |                                |
| 1995         | Monster Mash                        | Mary (Juliet)                   | Alias: Frankenstein Sings      |
| 2001         | The Krew                            | Chief Karls                     | Producentka                    |
| 2001         | The Uncertainty Principle           | -                               | Producentka                    |
| 2007         | The Wager                           | Cassandra                       |                                |
| Televizija   |                                     |                                 |                                |
| Leto         | Naslov                              | Vloga                           | Opombe                         |
| 1982-1984    | St. Elsewhere                       | Megan White                     | 5 epizod                       |
| 1983         | Alice                               | Otrok                           | 1 epizoda                      |
| 1984         | T. J. Hooker                        | Tina                            | 1 epizoda                      |
| 1985         | Punky Brewster                      | Jennifer Bates                  | 1 epizoda                      |
| 1986         | Little Spies                        | Julie                           | Televizijski film              |
| 1987         | Bigfoot                             | Samantha                        | Televizijski film              |
| 1987         | Who's the Boss?                     | Young Mona                      | 1 epizoda                      |
| 1987-1988    | Growing Pains                       | Jenny Foster                    | 2 epizodi                      |
| 1987-1995    | Polna hiša                          | Donna Jo "D.J." Margaret Tanner | 192 epizod                     |
| 1988         | I Saw What You Did                  | Julia Fielding                  | Televizijski film              |
| 1990         | Camp Cucamonga                      | Amber Lewis                     | Televizijski film              |
| 1991         | Real Mature                         | Gostja                          | Televizijski pilot             |
| 1992         | To Grandmother's House We Go        | Prva gledalka                   | Nedokončano                    |
| 1994         | Bill Nye the Science Guy            | Candace                         | 1 epizoda                      |
| 1995         | Sharon's Secret                     | Sharon                          | Televizijski film              |
| 1995         | Visitors of the Night               | Katie English                   | Televizijski film              |
| 1996         | Cybill                              | Hannah                          | 1 epizoda                      |
| 1996         | No One Would Tell                   | Stacy Collins                   | Televizijski film              |
| 1996         | Kidz in the Wood                    | Donna                           | Television movie               |
| 1996         | She Cried No                        | Melissa Connell                 | Televizijski film              |
| 1997         | Boy Meets World                     | Witch Millie                    | 1 epizoda                      |
| 1997         | Night Scream                        | -                               | Producentka, televizijski film |
| 2001         | Twice in a Lifetime                 | Rose Hathaway                   | 1 epizoda                      |
| 2005         | 50 Cutest Child Stars: All Grown Up | Ona; gostiteljica               | Pojav na E!                    |
| 2007         | That's So Raven                     | Courtney Dearborn               | 1 epizoda: "Teacher's Pet"     |
| 2008         | Božiček pred bankrotom              | Holly                           | Televizijski film              |
| 2009 - danes | Make It or Break It                 | Summer Van Horn                 |                                |

## Nagrade in nominacije
| Leto | Nagrada                         | Rezultat   | Kategorija                                                                          | Delo                                            |
| ---- | ------------------------------- | ---------- | ----------------------------------------------------------------------------------- | ----------------------------------------------- |
| 1988 | Young Artist Award              | Nominirana | Izstopajoča igralska zasedba mladih igralcev/igralk v filmu ali televizijskem filmu | Little Spies (skupaj z ostalo igralsko zasedbo) |
| 1988 | Young Artist Award              | Nominirana | Najboljša stranska mlada igralka v komični televizijski seriji                      | Growing Pains (Za epizodo "The Long Goodbye")   |
| 1989 | Young Artist Award              | Nominirana | Najboljša mlada igralka v komični televizijski seriji                               | Polna hiša                                      |
| 1990 | Young Artist Award              | Nominirana | Najboljša mlada igralka v televizijski seriji                                       | Polna hiša                                      |
| 1991 | Young Artist Award              | Nominirana | Najboljša mlada igralka v televizijski seriji                                       | Polna hiša                                      |
| 1993 | Young Artist Award              | Nominirana | Najboljša mlada igralka v televizijski seriji                                       | Polna hiša                                      |
| 1994 | Nickelodeon Kids' Choice Awards | Dobila     | Najljubša televizijska igralka                                                      | Polna hiša                                      |
| 2004 | TV Land Award                   | Nominirana |                                                                                     | Polna hiša (skupaj z ostalo igralsko zasedbo)   |